# NEXYZ.Group
株式会社NEXYZ.Group（ネクシーズグループ、英: Nexyz.Group Corporation.）は、東京都渋谷区に本社を置き、LED照明や業務用冷蔵冷凍庫、空調などの業務用設備の導入支援・電子雑誌制作などを行う会社を傘下に持つ事業持株会社。
東京証券取引所スタンダード市場に株式を上場している。社長の近藤太香巳は、2004年に37歳という若さで東証一部上場企業の最年少創業社長になった（当時）。

## 概要
初期投資ゼロの設備導入支援サービス「ネクシーズZERO」と、有名タレント肖像を月額のみで広告等に利用できる「ACCEL JAPAN（アクセルジャパン）」、電子雑誌、EC支援を手がけるメディア・プロモーション事業の2つをメインに、グループ企業24社、全国38拠点に展開している（2025年1月時点）。

### 企業理念
まだない常識を、次のあたりまえに。
まだない「新しい価値」を⽣み出し、広げていくこと。「次のあたりまえ（新常識）」をつくりだし、社会を前に進めること。挑戦をルールと掲げ、ワクワクする未来を実現する。

## 沿革
- 1987年に大阪市天王寺区にてホームテレホン販売業「日本電機通信」として創業。
- 1992年にオリエントコーポレーションと提携し、自社専用クレジット「テルミークレジット」をスタート。
- 1998年に東京都渋谷区桜丘町「渋谷インフォスタワー」に本社を移転。
- 2000年に株式会社ネクシィーズへ商号変更。
- 2002年に大阪証券取引所ナスダック・ジャパン市場（現ヘラクレス）に上場。
- 2004年10月に本社を東京都渋谷区桜丘町「ネクシィーズ スクエアビル」に移転。11月に東京証券取引所市場一部に上場し、同年12月に大阪証券取引所市場一部にも上場した。
- 2005年には証券仲介業を行うため、イー・トレード証券（現SBI証券）とJV方式にてネクシィーズ・トレードを設立するなど証券仲介業、保険代理店業、食品卸業などへ事業を多角化している。
- 2006年にネット接続事業開始で事業持株会社制に移行した。
- 2007年12月大人の女性の旅をナビゲートするトラベルマガジン 電子雑誌「旅色（たびいろ）」を創刊、及び掲載施設の広告取次業務を開始
- 2009年4月に株式会社ヤマノホールディングスより株式会社全国教育産業協会（現・株式会社ハクビ）の株式を取得し子会社化。
- 2015年9月グループ子会社である株式会社ブランジスタが東京証券取引所マザーズへ株式上場
- 2016年4月に事業持株会社となり、株式会社ネクシィーズグループへ商号変更。
- 2016年9月株式会社ネクシィーズ・ゼロ設立、及び三井住友銀行と債権流動化契約を締結
- 2017年7月株式会社ネクシィーズ・ゼロ（現ネクシーズZERO）が電力小売事業者として登録し、電力小売事業へ参入
- 2018年11月定額制セルフエステ「BODY ARCHI」1号店を表参道にオープン
- 2020年10月環境大臣より「エコ・ファースト企業」に認定
- 2021年3月「ネクシィーズ・ゼロ Green Finance」世界初LED証券化。 ムーディーズ「Aaa（sf）」最高ランク格付け取得。さらに国内初R＆I証券化グリーンローン評価も取得
- 2022年10月株式会社ブランジスタエールを設立し、「ACCEL JAPAN」開始
- 2023年10月東京証券取引所スタンダード市場へ市場変更
- 2024年1月商号を株式会社NEXYZ.Groupへ変更[4]
- 2024年4月株式会社MUSIC CIRCUSの株式の過半数を取得し、音楽イベント「MUSIC CIRCUS」のライセンスを保有。[5]
- 2024年9月ネクシーズZEROの事業により削減されたCO2排出量が200万ｔを突破。
- 2025年1月ネクシーズZEROの金融機関パートナー（銀行・信用金庫・信用組合等）提携数が100社を超える
- 2025年４月ネクシーズZERO テレビCMおよび屋外物広告によるプロモーションを沖縄市より開始

## 関連会社
- 株式会社NEXYZ.（LED照明や業務用冷凍冷蔵庫、空調等の取次）
- 株式会社NEXYZ.ファシリティーズ（業務用設備のリース及び管理）
- 株式会社ボディアーキ・ジャパン（セルフエステスタジオ運営）
- 株式会社ブランジスタ（「旅色」などの電子雑誌の企画・編集・制作、販売促進支援サービス）
- 株式会社MUSIC CIRCUS（音楽フェスティバル「MUSIC CIRCUS（ミュージックサーカス）」の主催）